# CBOF-FM
CBOF-FM est une station de radio francophone située à Ottawa, dans la province de l'Ontario détenue et opérée par la Société Radio-Canada et affiliée à son réseau généraliste ICI Radio-Canada Première. Elle diffuse au 90,7 MHz avec une puissance de radiation effective de 84 000 watts et utilise une antenne omnidirectionnelle.
La radio ne comporte pas de publicité et dispose d'un format information/débat.

## Histoire
La radio de Radio-Canada était assurée dans la région par la station privée CKCH (en), d'une puissance modeste de 250 watts. Radio-Canada a lancé CBOF le 1er août 1964 à la fréquence 1 250 kHz sur la bande AM. Sa station-sœur, CBOF-FM, a été lancée le 12 septembre 1974. Fin 1989, le CRTC accorde la permission de CBOF de passer à la bande FM. Lors de la mise en fonction du signal FM en janvier 1991, la station-sœur CBOF-FM change de sigle pour CBOX-FM (en).
Alors que CBOF-FM diffuse en mono, comme les stations d'ICI Radio-Canada Première, mais à rebours de la plupart des stations en modulation de fréquence, elle est la seule radio de Radio Canada à avoir diffusé en stéréophonie, entre 1984 et 1987, alors qu'elle se trouvait encore en AM et qu'elle était sélectionnée les quatre types de systèmes stéréophoniques alors disponibles (C-QUAM, Kahn/Hazeltine, Harris, et Magnavox).

## Ré-émetteurs
- Maniwaki : CBOF-FM-1 - 94.3 FM
- Rolphton : CBOF-FM-4 - 98.5 FM
- Cornwall : CBOF-FM-6 - 98.1 FM
- Brockville : CBOF-FM-7 - 102.1 FM
- L'Isle-aux-Allumettes / Pembroke : CBOF-FM-9 - 88.7 FM

Les ré-émetteurs CBOF-2 à Petawawa et CBOF-3 à Deep River ont été mis hors fonction durant les années 1980, CBOF-5 à Mattawa a été réassigné à CBON-FM Sudbury, et CBOF-8 à Renfrew a été mis hors fonction en 1991 lors du passage au FM à Ottawa.